# Norton (futbolista)
Norton César Costa, conocido como Norton (20 de julio de 1966 en Florianópolis, Santa Catarina) es un futbolista brasileño retirado que jugó en el puesto defensivo.

## Trayectoria
En 1984 debutó con el Figueirense de su ciudad natal donde militó solo una temporada ya que a partir del siguiente año fichó por el Internacional de Porto Alegre con el que ganó 1 brasileirao y 1 copa de brasil.
Desde 1985 a 1989 disputó 43 partidos con Internacional, marcando dos goles. Fue convocado para una preselección brasilera durante ese tiempo, sin llegar a debutar oficialmente.
A partir de 1989 se consagraría como titular en la zaga de Internacional durante dos años, hasta 1989. Después de ello, es fichado por el Sport Boys de Perú, siendo esta su primera y única experiencia en el extranjero, durante un año y con el qué fueron animadores del torneo esos años, disputando la Copa Libertadores inclusive.
A partir de ello, regresaría a Brasil para jugar en clubes como Corinthians, Paysandú, Rio Branco, Vila Nova, entre otros.
En 2001 anunció su retirada del fútbol tras jugar su última temporada en el que fue su primer equipo de juvenil.

## Clubes

### Como jugador
| Club             | País   | Año       |
| ---------------- | ------ | --------- |
| Figueirense      | Brasil | 1984      |
| Internacional    | Brasil | 1985-1989 |
| Sport Boys       | Perú   | 1990-1991 |
| Internacional    | Brasil | 1992-1993 |
| Corinthians      | Brasil | 1993-1994 |
| Araçatuba        | Brasil | 1994      |
| Rio Branco       | Brasil | 1995      |
| Tubarão FC       | Brasil | 1996      |
| Paysandú         | Brasil | 1997      |
| Grêmio Esportivo | Brasil | 1997      |
| Figueirense      | Brasil | 1998      |
| Rio Branco       | Brasil | 1999      |
| Villa Nova       | Brasil | 2000-2001 |
| Tiradentes-SC    | Brasil | 2001      |

## Palmarés
- Serie A: (1) 1988
- Copa do Brasil: (1992)